# Ommatius griseipennis
Ommatius griseipennis là một loài ruồi trong họ Asilidae. Ommatius griseipennis được Becker miêu tả năm 1925. Loài này phân bố ở miền Ấn Độ - Mã Lai.